# Oswald von Kromsdorf
Oswald von Kromsdorf († 9. Juli 1553 bei Sievershausen) war ein kursächsischer Amtshauptmann in Weißensee und Eckartsberga sowie Besitzer des säkularisierten Klosters Ottenhausen. 

## Leben
Nachdem sich Herzog Moritz von Sachsen und sein Bruder August am 16. Januar 1543 mit dem Großen Landständeausschuss darüber verglichen hatten, dass sie mehrere säkularisierte Klöster, deren Vorwerke und Güter an Privatpersonen verkaufen und die eingenommenen Kaufgelder für die Unterhaltung neuanzulegender Knabenschulen verwenden, entstanden die späteren drei Fürstenschulen in Grimma, Meißen und Pforta. Zu den aufgelösten Klöstern im Herrschaftsbereich der Wettiner, die speziell für diesen Zweck veräußert worden sind, gehörte auch das einstige Benediktinerinnenkloster Ottenhausen im Amt Weißensee. Es wurde komplett mit allem Zubehör sowie den Erbgerichten und Diensten im Feld und Dorf Ottenhausen an Oswald vom Kromsdorf erblich verkauft. Kromsdorf stammte aus einem thüringischen Adelsgeschlecht, das sich nach seinem Stammsitz Kromsdorf benannte. Der Kaufpreis betrug 4.000 Gulden, deren Zahlung ratenweise in Merseburg erfolgen sollte. Moritz und August unterschrieben beide eigenhändig am Mittwoch nach Matthäus 1543 in Dresden den Kaufvertrag. Der entsprechende Lehnbrief wurde zwei Jahre später am 11. Juni 1545 in Merseburg ausgestellt.
Am 22. April 1546 erhielt Oswald von Kromsdorf für seine treuen Dienste, die er den Wettinern leistete, die Obergerichte über Ottenhausen und jährliche Einnahmen in Oberbösa, die zuvor das Kloster Bonnrode dort besaß.
1547 erwarb Oswald von Kromsdorf zusätzlich in Ottenhausen von Heinrich Hacke dessen dortigen freien Rittersitz. Über alle seine in Ottenhausen erworbenen Besitzungen ließ er sich einen neuen Lehnbrief ausstellen, der am 19. Dezember 1551 durch Kurfürst August von Sachsen bei einem Aufenthalt in Wolkenstein im Erzgebirge ausgefertigt wurde.
Aufgrund seiner zahlreich erhaltenen Begünstigungen stellte Oswald von Kromsdorf sich auch militärisch in den Dienst der Wettiner und zog mit Kurfürst Moritz in die Schlacht bei Sievershausen, in der er tödlich verletzt wurde.
Da er keine eigenen Kinder besaß, fiel sein Lehnsbesitz nach seinem Tod an seinen Bruder Ernst Wittich von Kromsdorf, den er bereits 1545 als Mitbelehnten in den Lehnbrief über Ottenhausen hat aufnehmen lassen. In dessen Familie verblieb Ottenhausen bis zum Jahre 1687.